# عيون عليا (مسلسل)
عيون عليا - حين تعشق البادية هو مسلسل درامي بدوي رومنسي وتشويق من إنتاج مشترك بين تلفزيون mbc والمركز العربي للإنتاج الإعلامي - الأردن، المنتج عدنان العواملة، المنتج التفيذي طلال العواملة، كتابة مصطفى صالح، إخراج حسن أبو شعيرة، بطولة صبا مبارك، ياسر المصري، وآخرون.
تدور الأحداث حول عليا جميلة الجميلات، مطمع الفرسان والشيوخ، لكنها كانت تصدهم، ففي العين صورة الفارس عناد، وفي القلب حبه. يزوجونها لشيخ إحدى القبائل، ويعلن عناد أنه سيطْلق الأسرى جميعاً ويتخلّى عن كل ما تم غنمه وكسبه في المعركة لأجل عيون عليا.

## قصة المسلسل
عناد فارسٌ في قومه، بينما عليا جميلة الجميلات في قومها، وهي ابنة شيخ القبيلة وشقيقة متعب الفارس ذي السطوة والبأس المعروفين، فكانت مطمع الفرسان وشيوخ العربان، الذين تهافتوا على خطبتها وطلب يدها، لكنها كانت تصدهم زاهدة فيهم، وترفض الاقتران بأي منهم، ففي العين صورة عناد وفي القلب حبه. لكنهم يزوجونها لشيخ أحد القبائل.
يعلن عناد أنه سيطْلق الأسرى جميعاً ويتخلّى عن كل ما تم غنمه وكسبه لأجل عيون عليا، وحين يعود الأسرى مع الإبل والغنائم المعادة، يهتف أحد هؤلاء الفرسان الأسرى من الحانقين على الشيخ: «عيون عليا هي اللي فكتنا، وليس شجاعة ولا حميّة ربعنا!» الأمر الذي يستثير غضب الشيخ، الذي يدخل المحرم على عليا في غمرة انفعاله بعد سماعه هذا الكلام يقول لها: «خذي اللي تريديه واللي تريدين يرافقك، وروحي على أهلك، أنت طالق!» فتجيبه بأنها لا تريد شيئاً، وأنها ستذهب وحدها إلى أهلها.

## الممثلون
- صبا مبارك بدور عليا.
- ياسر المصري بدور عناد.
- حسن الشاعر،
- دانا جبر،
- نبيل المشيني،
- أحمد العمري،
- ناريمان عبد الكريم،
- محمد المجالي،
- محمد الابراهيمي،
- طلال السدر.